# Sylvester Norris
Sylvester Norris Jr. (Jackson, Misisipi, 18 de febrero de 1957) es un exjugador de baloncesto estadounidense que disputó una temporada en la NBA, además de jugar en la liga italiana. En 1988 fue a España a probar con el Grupo IFA de Barcelona, pero no llegó a fichar. Con 2,16 metros de estatura, jugaba en la posición de pívot. Es el hermano mayor del también exjugador Audie Norris.

## Trayectoria deportiva

### Universidad
Jugó durante tres temporadas con los Tigers de la Universidad Estatal de Jackson, en las que promedió 9,7 puntos y 9,6 rebotes por partido.
Fue elegido en el Draft de la NBA de 1979 un año antes de finalizar sus estudios para fichar por los San Antonio Spurs.

#### Estadísticas
| Temporada | Edad | Equipo               | Conf. | P  | MIN | TCA | TC  | 3PA | 3P | TLA | TL  | R.OF. | REB | ASIS | ROB | TAP | PER | FP | PTS | %TC  | %3P | %FT  | MIN | PTS  | REB  | AST |
| 1975-76   | 18   | Jackson State Tigers | SWAC  | 28 |     | 133 | 266 |     |    | 42  | 82  |       | 260 |      |     |     |     |    | 308 | .500 |     | .512 |     | 11.0 | 9.3  |     |
| 1976-77   | 19   | Jackson State Tigers | SWAC  | 26 |     | 92  | 186 |     |    | 39  | 68  |       | 202 |      |     |     |     |    | 223 | .495 |     | .574 |     | 8.6  | 7.8  |     |
| 1977-78   | 20   | Jackson State Tigers | SWAC  | 24 |     | 96  | 178 |     |    | 37  | 72  |       | 279 |      |     |     |     |    | 229 | .539 |     | .514 |     | 9.5  | 11.6 |     |
| Total     |      | Jackson State Tigers | SWAC  | 78 |     | 321 | 630 |     |    | 118 | 222 |       | 741 |      |     |     |     |    | 760 | .510 |     | .532 |     | 9.7  | 9.5  |     |

### Profesional
Fue elegido en la sexagésimo tercera posición del Draft de la NBA de 1979 por San Antonio Spurs, con los que firmó un mes después. Allí solo pudo disputar 17 partidos, debido a las lesiones, en los que promedió 2,4 puntos y 2,5 rebotes. Antes del comienzo de la temporada 1980-81 fue despedido.
Tras una temporada en blanco, en 1982 se marcha a jugar al Roseto Basket de la Serie A2 italiana, donde solo llega a disputar 5 partidos, en los que promedia 10 puntos y 6,2 rebotes.

## Estadísticas de su carrera en la NBA

### Temporada regular
| Temporada | Edad | Equipo            | Liga | P  | TIT | MIN  | TC  | TCA | %TC  | 3P  | 3PA | %3P | TL  | TLA | %TL  | R.OF. | R.DEF. | REB | ASIS | ROB | TAP | PER | FP  | PTS |
| 1979-80   | 22   | San Antonio Spurs | NBA  | 17 |     | 11.1 | 1.1 | 2.5 | .419 | 0.0 | 0.0 |     | 0.2 | 0.4 | .667 | 0.6   | 1.9    | 2.5 | 0.4  | 0.2 | 0.7 | 1.1 | 2.4 | 2.4 |
| Total     |      |                   | NBA  | 17 |     | 11.1 | 1.1 | 2.5 | .419 | 0.0 | 0.0 |     | 0.2 | 0.4 | .667 | 0.6   | 1.9    | 2.5 | 0.4  | 0.2 | 0.7 | 1.1 | 2.4 | 2.4 |